# Antonio Grimaldi Cebà
Pour les articles homonymes, voir Antoine de Monaco et Antoine Grimaldi.
Ne doit pas être confondu avec Antoine de Monaco (règne en 1352-1357), Antoine Grimaldi de Monaco, Antoine de Monaco, Antoine Grimaldi (mort en 1358) ou Antoine Grimaldi (1697-1784).
Antonio Grimaldi Cebà (né en 1534 à Gênes et mort en 1599 dans la même ville) est un doge de Gênes du 27 novembre 1593 au 26 novembre 1595.